# Olóriz
Olóriz (cooficialmente en euskera: Oloritz) es un municipio español de la Comunidad Foral de Navarra, situado en la merindad de Olite, en la Comarca de Tafalla, en la Valdorba o valle de Orba y a 24 km de la capital de la comunidad, Pamplona. Su población en 2024 fue de 215 habitantes (INE).
El municipio está compuesto de 4 concejos: Echagüe, Mendívil, Olóriz (donde tiene su sede el Ayuntamiento) y Solchaga y 3 lugares habitados: Bariáin, Oricin y Eristain.

## Símbolos

### Escudo
El escudo de armas de Olóriz tiene el siguiente blasón:

Trae de oro y un encino de sínople.

En las vidrieras del Palacio de Navarra aparece pintado de plata y un árbol de sínople a cuyo tronco está atado y atravesado en su base un lebrel. Tal blasón está equivocado, pues pertenece a Leoz.

## Geografía
Olóriz se sitúa en la parte central de la Comunidad Foral de Navarra dentro de la región geográfica de la Zona Media o Navarra Media y el valle de la Valdorba, en la comarca de Tafalla. Se encuentra a 23 kilómetros de Pamplona. Su término municipal tiene una superficie de 40,081 km² y limita al norte con el municipio de Monreal, al este con el de Leoz, al sur con el de Orísoain, y al oeste con los de Barásoain y Unzué.
El municipio está atravesado por la Autopista de Navarra (AP-15), por la carretera nacional N-121, y por una carretera local que conecta con Unzué. 
| Noroeste: Unzué          | Norte: Unzué y Monreal    | Noreste: Ibargoiti |
| Oeste: Unzué y Barásoain |                           | Este: Leoz         |
| Suroeste: Barásoain      | Sur: Barásoain y Orìsoain | Sureste: Leoz      |

### Relieve e hidrología
El término municipal de Olóriz se extiende desde la sierra de Alaiz que queda al norte del municipio hasta la margen derecha del río Zidacos. Las cotas de altitud oscilan entre los 1100 metros en la sierra de Izco y los 520 metros a orillas del río Cidacos. El terreno está formado por areniscas y arcillas del Oligoceno y Mioceno sobre las que se ha desarrollado un amplio glacis de erosión que ocupa gran parte del municipio. Existen pequeños arroyos que forman los barrancos de Oricin y Mairaga, que drenan su superficie y forman la cabecera del río Zidacos. El pueblo se alza a 598 metros sobre el nivel del mar.

### Clima
El clima de la zona tiene gran afinidad mediterránea. La temperatura media anual varía entre 12 y 13 °C dependiendo de la cota de altitud, El índice de precipitaciones anuales oscila entre 600 y 900 mm, produciéndose al año entre 80 y 100 días lluviosos, y la evapotranspiración potencial es de 700–725 mm.

### Flora y fauna
Flora
En la mitad norte del municipio, donde la topografía es más accidentada, el espacio está ocupado mayormente por una vegetación arbórea formada por quejigos y carrascos, además de algunas repoblaciones de coníferas (85 ha, en su mayoría de pino negro de Austria), mientras que en la parte sur dominan los campos de cultivo.

## Demografía
Olóriz cuenta con una población de 215 habitantes (INE 2024).
| Gráfica de evolución demográfica de Olóriz entre 1842 y 2021 |
| |
| Población de derecho según los censos de población del INE Población de hecho según los censos de población del INEEn 1857 crece el término del municipio porque incorpora a Mendivil y Solchaga |

| \| Bariáin Echagüe Mendívil Olóriz Oricin Eristain Solchaga Arrazubi Echano \| |
| Capital del municipio. Concejos. Lugares habitados. Ermitas.                   |
| Bariáin Echagüe Mendívil Olóriz Oricin Eristain Solchaga Arrazubi Echano       |

## Administración y política

### Gobierno municipal
La administración política se realiza a través de un ayuntamiento de gestión democrática cuyos componentes se eligen cada cuatro años por sufragio universal desde las primeras elecciones municipales tras la reinstauración de la democracia en España, en 1979. El censo electoral está compuesto por los residentes mayores de 18 años empadronados en el municipio, ya sean de nacionalidad española o de cualquier país miembro de la Unión Europea. Según lo dispuesto en la Ley Orgánica del Régimen Electoral General, que establece el número de concejales elegibles en función de la población del municipio, la corporación municipal está formada por 5 concejales que se eligen de forma abierta. La sede del Ayuntamiento de Olóriz está situada en la calle General, s/n de la localidad de Olóriz.
| Partido político                   | 2015  | 2015       | 2011  | 2011       | 2007  | 2007       | 2003 | 2003       | 1999  | 1999       | 1995  | 1995       | 1991  | 1991       |
| Partido político                   | %     | Concejales | %     | Concejales | %     | Concejales | %    | Concejales | %     | Concejales | %     | Concejales | %     | Concejales |
| Agrupación Independiente de Olóriz | 59,06 | 5          | 60,82 | 5          | 60,00 | 5          | 64,1 | 5          | 69,57 | 5          | 60,95 | 5          | 78,00 | 5          |

### Organización territorial
El municipio se divide en las siguientes entidades de población, según el nomenclátor de población publicado por el INE (Instituto Nacional de Estadística). Los datos de población se refieren a 2014
| Entidad de Población | Población (2014) |
| -------------------- | ---------------- |
| Bariáin              | 6                |
| Echagüe              | 21               |
| Mendívil             | 58               |
| Olóriz               | 57               |
| Oricin               | 14               |
| Eristain             | 6                |
| Solchaga             | 29               |

## Cultura

### Patrimonio

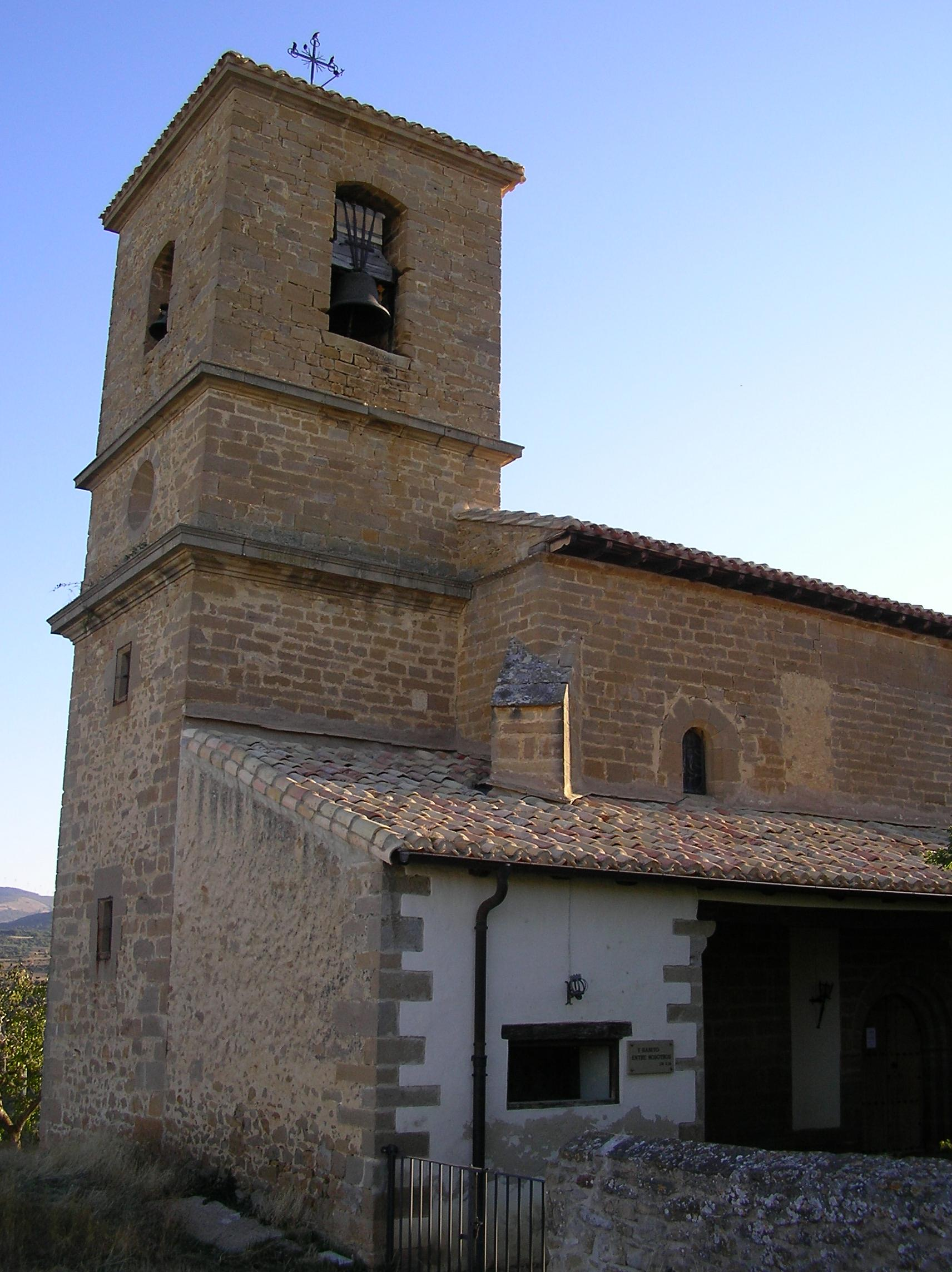
Iglesia de Solchaga.

En Olóriz, destaca su parroquia de San Bartolomé, una construcción en edificio protogótico, de hacia 1200, que se mantiene prácticamente integra; a ella en el siglo XVIII se le añadieron las capillas del crucero y la sacristía.
En el término municipal existen varios templos románicos:
- Ermita de San Pedro de Echano, a 2.4 km al este de Olóriz
- Iglesia de Santa María de Erostáin, en el lugar del mismo nombre a 1,5 km al sur de Olóriz
- Ermita de Santa María de Arrazubi, a 1 km al sudeste de Olóriz

### Fiestas y eventos
- 24 de agosto: San Bartolomé
- Romería a San Pedro de Echano.